# Нейфельд (Новосибирская область)
Нейфельд — исчезнувшая деревня в Чистоозёрном районе Новосибирской области. Располагалась на территории современного Новокрасненского сельсовета. Упразднена в 1968 г.

## География
Располагалась на южном берегу озера Якимово.

## История
В 1926 году хутор Нейфельд состоял из 17 хозяйств. В административном отношении входил в состав Цветнопольского сельсовета Купинского района Барабинского округа Сибирского края.

## Население
По переписи 1926 г. на хуторе проживало 82 человека (48 мужчин и 34 женщины), основное население — немцы.